# TNFRSF10D
Il recettore del fattore di necrosi tumorale 10D è una proteina recettoriale che, nell'essere umano, è codificata dal gene TNFRSF10D e fa parte della superfamiglia dei recettori del fattore di necrosi tumorale.

## Struttura
Si tratta di un recettore transmembrana con un dominio extracitoplasmatico di legame per TRAIL e un death domain citoplasmatico troncato.

## Funzione
Non si tratta di un recettore che induce la morte cellulare programmata, anzi è stato osservato avere un ruolo inibitorio nell'apoptosi indotta da TRAIL.